# 이나바 마사쿠니
이나바 마사쿠니(일본어: 稲葉正邦 いなば まさくに[*])는 에도 막부 말기의 다이묘, 노중, 교토쇼시다이로, 야마시로 요도번 12대 (마지막) 번주이다.

## 생애
무츠국 니혼마츠번주 니와 나가토미의 7남이다. 후계자가 없었던 요도번주 이나바 마사요시의 양자가 된다.
요도번에서는 후다이의 죠다이가로 타나베가가 집정을 관장하는 관례였고, 마사쿠니의 대는 타나베 곤다유 (후의 우쿄) 가 번정을 관장했다. 타나베씨와 마사쿠니는 의견을 다른 것이 많았던 것같고, 급진・개혁을 주장하는 마사쿠니에 대해서 타나베가는 온건파였던 것같다. 일상의 번주 집무에 대해 타나베씨가 수행하지 않는 경우도 있었다고 해당 시기 사료에 남아있다.

### 노중 취임과 막부 말기의 활약
이나바가 요도번은 서국을 경계하는 키나이 제일의 번이라는 점에서 마사쿠니도 처음부터 막부 내에서의 승진이 빨라, 아이즈번・쿠와나번과 사츠마번이 동맹을 맺었을 무렵부터 교토쇼시다이가 되어 교토의 정무를 일임받았다. 나중에 노중, 또 정사 총재로서 오로지 에도 번저택에서만 활동했다.
막부에서의 위상이 높아짐에 따라, 1차・2차 쵸슈 정벌에의 요도번사 파병을 결정하지만, 타나베 곤다유의 강경한 반대에 의해 단념한다는 단막감이 있어, 좌막급진파의 마사쿠니와 온건파의 번 수뇌부의 대립은 표면화되어 간 것 같다. 노중을 떠안은 번으로, 토바・후시미 전투에서는 요도성에서 출병했지만, 후퇴하는 구 막부군의 입성을 거부했다. 번 수뇌부와 신정부의 밀약으로, 신정부에 공순하였던 것이다. 죠다이가로 타나베 곤다유는 토바・후시미 전투때에는 "에도에 체재"하고 있었다. 막부군의 입성을 거부한 것은 요도번 루스이역인 타나베의 동생 하루노스케 (治之助) (후에 막부군을 몇명을 넣었다는 이유로 할복)였다. 이때 에도에서 쇼군의 루스이정권 수뇌로 활동하던 마사쿠니는 자신의 번이 자신의 결정 없이 도쿠가와 가문에 반기를 드는 사태를 맞닥뜨리게 된 복잡한 입장에 처해, 게이오 4년 (1868년) 2월에 노중직을 사퇴, 조정의 상락 요청에 응하게 된다. 그러나, 미시마주쿠 (三島宿)에서 비밀리에 도쿠가와 요시노부로부터 신정부에 대한 탄원서를 가지고 있었던 것이 발각되어, 오다와라의 쇼타이지에서 근신할 수 밖에 없게 되었다. 그 후, 신정부의 허가로 마사쿠니는 교토로 보내졌으나, 윤4월 5일에 번에 있던 가신들의 일에 대한 공적으로 무마되었다. 요도번은 그 후도 신정부에 대한 공순의 자세를 관철해, 마사쿠니 등 좌막급진파가 분열하는 일도 없었다.

### 메이지 시대
판적봉환으로 요도번지사가 되고, 폐번치현에 의해 그 자리에서 물러난다. 유신 후에는 히라타 카네타네에게 입문하여 신토에 심취하고, 미시마 신사 구지나 대교정 (大教正) 을 역임했으며, 메이지 초기의 신토의 발전, 정비에 기여했다. 메이지 8년 (1875년) 신토사무국 (神道事務局) 을 설립해 관장에 취임, 사무국이 신토본국 (神道本局)으로 개편되자 초대 관장에 취임했다. 쓴 글로는 『요환야화 (妖幻夜話) 』『동각유초 (東閣遺草) 』 등이 있다.
마사쿠니의 뒤는 양자인 마사나오가 이었다.

## 약력
※날짜는 음력날짜 임
- 1848년 (가에이 원년) 11월 24일, 가독 승계
- 1848년 (가에이 원년) 12월 18일, 종5위하 나가토노카미 취임
- 1854년 (안세이 원년) 10월 9일, 소샤반 취임. 이전에는 카리노마즈메
- 1863년 (분큐 3년) 6월 11일, 교토쇼시다이로 이동. 7월 4일, 종4위하로 승진하고, 시종으로 전임. 나가토노카미 겸임
- 1864년 (겐지 원년) 4월 11일, 노중으로 이동. 나가토노카미에서 미노노카미로 겸임이 바뀜. 11월 15일, 미노노카미에서 민부대보로 겸임 (같은 해 10월 13일, 노중상좌에 취임하면서 혼다 타다모토 (미노노카미)가 취임하면서 겸임 바뀜)
- 1865년 (겐지 2년) 4월 11일, 노중 사임. 카리노마즈메가 됨
- 1866년 (게이오 2년) 4월 13일, 노중 재임. 민부대보에서 미노노카미로 겸임 교체. (이미 혼다 타다모토가 노중 직위 해재했으므로, 옛 미노노카미에게 겸임). 10월 11일, 외국어용취급(外国御用取扱) 겸직
- 1867년 (게이오 3년) 5월 6일, 외국어용취급을 그만두고, 내국사무총재(内国事務総裁) 겸직
- 1868년 (게이오 4년) 1월 23일, 내국사무총재 겸 어역 사임. 2월 21일, 노중어역 사임
- 1869년 (메이지 2년) 6월 18일, 요도번지사 취임
- 1871년 (메이지 4년) 7월 14일, 폐번치현으로 지번사 퇴임
- 1874년 (메이지 7년) 11월 , 도쿄도 미나토구 시바다이몬 진좌의 시바다이 신궁 사관 취임
- 1876년 (메이지 9년) 1월 , 신토대교원사무국 제3부관장 겸직
- 1878년 (메이지 11년) 5월 , 시바다이 신궁 사관 사임
- 1884년 (메이지 17년) 7월 8일, 자작 작위를 받음
- 1885년 (메이지 18년) , 신토사무국 초대 관장 취임
- 1886년 (메이지 19년) , 신토사무국에서 신토본국으로 개칭, 계속해서 관장을 맡음

## 작위
- 1887년 (메이지 20년) 12월 26일 - 정4위

## 등장작품
- 『쿠라마텐구 (鞍馬天狗)』 (금요엔터테인먼트, 2001년) 배우 : 이시바시 렌지

| 전임 이나바 마사요시 | 제12대 요도번 번주 1848년 - 1871년 | 후임 폐번치현 |

| 전임 마키노 다다유키 | 제55대 교토 쇼시다이 1863년 ~ 1864년 | 후임 마쓰다이라 사다아키 |